# مایکل اسر
مایکل اسر (انگلیسی: Michael Esser؛ زادهٔ ۲۲ نوامبر ۱۹۸۷) بازیکن فوتبال اهل آلمان است که به عنوان دروازه‌بان بازی می‌کند.
از باشگاه‌هایی که در آن بازی کرده‌است می‌توان به باشگاه فوتبال بوخوم، باشگاه فوتبال اشتورم گراتس، و باشگاه فوتبال هانوفر ۹۶ اشاره کرد.